# Рональд Такач
Рональд Такач (Токач Рональд Олександрович, угор. Takács Ronald, нар. 26 січня 1998, Вишково, Закарпатська область, Україна) — угорський футболіст родом з України, опорний півзахисник угорського клубу МТК (Будапешт).

## Життєпис
Рональд Такач народився 26 січня 1998 року в смт Вишково, Закарпатської області. Розпочав свій футбольний шлях в академії донецького «Шахтаря», але згодом переїхав до Угорщини, де продовжив виступати в молодіжних командах клубів «Дебрецен» та МТК (Будапешт).
Починаючи з сезону 2016/17 років потрапив до заявки дорослої команди клубу МТК (Будапешт). Дебютував за столичний клуб 17 липня 2016 року в програному (0:1) домашньому матчі першого туру чемпіонату Угорщини проти «Вашаша». Рональд вийшов на поле на 78-ій хвилині. Наразі в футболці МТК зіграв 5 матчів угорського чемпіонату.